# Eredivisie 1996-97
La Eredivisie 1996-97 fue la 41.ª edición de la Eredivisie. El campeón fue el PSV Eindhoven, conquistando su 11.ª Eredivisie y el 14.° título de campeón de los Países Bajos.

## Tabla de posiciones
| Pos | Equipo          | PJ | PG | PE | PP | Pts | GF | GC | DG  |                                                  |
| --- | --------------- | -- | -- | -- | -- | --- | -- | -- | --- | ------------------------------------------------ |
| 1   | PSV             | 34 | 24 | 5  | 5  | 77  | 90 | 26 | 64  | Liga de Campeones                                |
| 2   | Feyenoord       | 34 | 22 | 7  | 5  | 73  | 67 | 34 | 33  | Liga de Campeones Segunda ronda de clasificación |
| 3   | FC Twente       | 34 | 20 | 5  | 9  | 65  | 60 | 33 | 27  | Copa de la UEFA                                  |
| 4   | Ajax            | 34 | 17 | 10 | 7  | 61  | 55 | 31 | 24  | Copa de la UEFA                                  |
| 5   | Vitesse         | 34 | 15 | 10 | 9  | 55  | 53 | 41 | 12  | Copa de la UEFA                                  |
| 6   | Roda JC 1       | 34 | 16 | 7  | 11 | 55  | 56 | 47 | 9   | Recopa de Europa                                 |
| 7   | sc Heerenveen   | 34 | 13 | 11 | 10 | 50  | 58 | 47 | 11  | Copa Intertoto                                   |
| 8   | De Graafschap   | 34 | 13 | 6  | 15 | 45  | 52 | 55 | -3  |                                                  |
| 9   | NAC             | 34 | 10 | 10 | 14 | 40  | 41 | 54 | -13 |                                                  |
| 10  | FC Groningen    | 34 | 9  | 12 | 13 | 39  | 43 | 56 | -13 | Copa Intertoto                                   |
| 11  | Fortuna Sittard | 34 | 9  | 12 | 13 | 39  | 36 | 52 | -16 |                                                  |
| 12  | FC Utrecht      | 34 | 8  | 14 | 12 | 38  | 42 | 52 | -10 |                                                  |
| 13  | Sparta          | 34 | 11 | 5  | 18 | 38  | 40 | 56 | -16 |                                                  |
| 14  | FC Volendam     | 34 | 9  | 11 | 14 | 38  | 36 | 55 | -19 |                                                  |
| 15  | Willem II       | 34 | 9  | 8  | 17 | 35  | 34 | 51 | -17 |                                                  |
| 16  | RKC Waalwijk    | 34 | 9  | 7  | 18 | 34  | 39 | 61 | -22 | 2                                                |
| 17  | NEC             | 34 | 7  | 11 | 16 | 32  | 35 | 61 | -26 | 2                                                |
| 18  | AZ              | 34 | 6  | 7  | 21 | 25  | 27 | 52 | -25 | Descenso a la Eerste Divisie                     |

PJ = Partidos jugados; PG = Partidos ganados; PE = Partidos empatados; PP = Partidos perdidos; Pts = Puntos; GF = Goles a favor; GC = Goles en contra; DG = Diferencia de goles
1 Ganador de la Copa de los Países Bajos.
2 RKC y NEC permanecen en la Eredivisie después de ganar sus respectivos play-offs de descenso.

## Play-offs de ascenso y descenso
| Grupo A | Grupo A      | Grupo A | Grupo A | Grupo A | Grupo A | Grupo A | Grupo A | Grupo A | Grupo A |
| Equipo  | Equipo       | Pts     | PJ      | PG      | PE      | PP      | GF      | GC      | DG      |
| ------- | ------------ | ------- | ------- | ------- | ------- | ------- | ------- | ------- | ------- |
| 1       | RKC Waalwijk | 15      | 6       | 5       | 0       | 1       | 19      | 6       | +13     |
| 2       | FC Zwolle    | 10      | 6       | 3       | 1       | 2       | 6       | 9       | –3      |
| 3       | Emmen        | 7       | 6       | 2       | 1       | 3       | 8       | 10      | –2      |
| 4       | ADO Den Haag | 2       | 6       | 0       | 2       | 4       | 3       | 11      | –8      |

| Grupo B | Grupo B            | Grupo B | Grupo B | Grupo B | Grupo B | Grupo B | Grupo B | Grupo B | Grupo B |
| Equipo  | Equipo             | Pts     | PJ      | PG      | PE      | PP      | GF      | GC      | DG      |
| ------- | ------------------ | ------- | ------- | ------- | ------- | ------- | ------- | ------- | ------- |
| 1       | NEC                | 15      | 6       | 5       | 0       | 1       | 19      | 5       | +14     |
| 2       | Go Ahead Eagles    | 15      | 6       | 5       | 0       | 1       | 17      | 5       | +12     |
| 3       | Cambuur Leeuwarden | 6       | 6       | 2       | 0       | 4       | 8       | 15      | –7      |
| 4       | VVV-Venlo          | 0       | 6       | 0       | 0       | 6       | 6       | 22      | –16     |

|  |                                 |
|  | Permanecen en la Eredivisie     |
|  | Permanecen en la Eerste Divisie |